# ويلمر فلمنج
ويلمر فلمنج (بالإنجليزية: Wilmer Fleming)‏ هو لاعب كرة قدم أمريكية أمريكي، ولد في 30 سبتمبر 1901 في كامبردج في الولايات المتحدة، وتوفي في 13 مارس 1969.

## وصلات خارجية
- ويلمر فلمنج على موقع مرجع كرة القدم المحترفة.كوم (الإنجليزية)